# 게센누마시
게센누마시(일본어: 気仙沼市)는 일본 미야기현 북동부 태평양 연안에 있는 시이다.
리아스식 해안이 형성되어 있고 해류의 영향으로 도호쿠 지방에서는 기후가 따뜻한 편이다. 일본에서 유수한 원양 어업 기지이고, 고급 중국 요리의 재료인 상어 지느러미의 산지로도 알려져 있다. 이와테현과 경계를 접하고 오후나토시, 리쿠젠타카타시 등 이와테현 남동부와의 관계가 깊다. 고대에는 오후나토시 등과 같은 게센군(気仙郡)에 속했으므로 방언도 비슷하다(게센어).
2009년 9월 1일에 인접한 모토요시군(本吉郡) 모토요시정(本吉町)을 편입 합병했다.

## 지리
미야기현 북동단에 위치하고 동쪽은 태평양과 접한다. 동부의 가라쿠와 지구부터 게센누마 지구까지는 산리쿠의 다른 지역처럼 리아스식 해안이 특징적이다. 같은 리아스식 해안 중에서도 이곳은 이와테현 연안과 비교해 고도가 낮고 완만한 구릉이 많다. 가라쿠와 반도와 이와이사키 사이에는 깊고 복잡한 해안선이 물결이 온화한 게센누마만을 형성하고 만에는 오시마섬이 있다. 모토요시 지구에서는 부드러운 해안선을 볼 수 있다. 산리쿠 바다를 지나는 쿠로시오 해류의 영향으로 겨울에는 비교적 온난하지만 여름에는 산바람의 영향으로 냉량하다.

## 역사
- 1889년 4월 1일 - 정촌제 시행과 함께 게센누마정이 성립하였다. 모토요시군에 현재의 게센누마시가 되는 이하의 시정촌이 설치되었다.
- 1953년 6월 1일 - 게센누마정, 시시오리정, 마쓰이와촌이 합병, 시로 승격해 게센누마시가 되었다.
- 1955년 4월 1일 - 신게쓰촌, 하시카미촌, 오시마촌을 편입했다.
- 2006년 3월 31일 - 가라쿠와정과 신설 합병해 새로운 게센누마시가 되었다.
- 2009년 9월 1일 - 모토요시정을 편입하였다.
- 2011년 3월 11일~12일 - 도호쿠 지방 태평양 해역 지진으로 항구에 정박해 있던 어선용 연료탱크가 전복되었고 흘러나온 기름에 불이 붙자 도시 전체가 불바다로 변했다.

## 교통

### 철도
- 동일본 여객철도
  - 게센누마선
  - 오후나토선

### 도로
- 국도 45호선
- 국도 284호선
- 국도 346호선

## 인구
| 연도 | 인구   | ±%     |
| ---- | ------ | ------ |
| 1920 | 43,824 | —      |
| 1930 | 55,209 | +26.0% |
| 1940 | 63,653 | +15.3% |
| 1950 | 76,391 | +20.0% |
| 1960 | 84,110 | +10.1% |
| 1970 | 87,914 | +4.5%  |
| 1980 | 92,246 | +4.9%  |
| 1990 | 88,152 | −4.4%  |
| 2000 | 82,394 | −6.5%  |
| 2010 | 73,489 | −10.8% |
| 2020 | 59,803 | −18.6% |

## 기후
| 게센누마시의 기후                                            | 게센누마시의 기후 | 게센누마시의 기후 | 게센누마시의 기후 | 게센누마시의 기후 | 게센누마시의 기후 | 게센누마시의 기후 | 게센누마시의 기후 | 게센누마시의 기후 | 게센누마시의 기후 | 게센누마시의 기후 | 게센누마시의 기후 | 게센누마시의 기후 | 게센누마시의 기후 |
| 월                                                           | 1월               | 2월               | 3월               | 4월               | 5월               | 6월               | 7월               | 8월               | 9월               | 10월              | 11월              | 12월              | 연간              |
| ------------------------------------------------------------ | ----------------- | ----------------- | ----------------- | ----------------- | ----------------- | ----------------- | ----------------- | ----------------- | ----------------- | ----------------- | ----------------- | ----------------- | ----------------- |
| 역대 최고 기온 °C (°F)                                       | 15.7 (60.3)       | 17.7 (63.9)       | 23.5 (74.3)       | 30.8 (87.4)       | 34.0 (93.2)       | 33.0 (91.4)       | 36.7 (98.1)       | 36.5 (97.7)       | 34.9 (94.8)       | 28.1 (82.6)       | 23.4 (74.1)       | 20.5 (68.9)       | 36.7 (98.1)       |
| 일평균 최고 기온 °C (°F)                                     | 4.4 (39.9)        | 5.2 (41.4)        | 8.9 (48.0)        | 14.4 (57.9)       | 19.0 (66.2)       | 22.0 (71.6)       | 25.4 (77.7)       | 27.2 (81.0)       | 24.1 (75.4)       | 18.9 (66.0)       | 13.1 (55.6)       | 6.9 (44.4)        | 15.8 (60.4)       |
| 일일 평균 기온 °C (°F)                                       | 0.3 (32.5)        | 0.7 (33.3)        | 3.9 (39.0)        | 8.9 (48.0)        | 13.8 (56.8)       | 17.6 (63.7)       | 21.3 (70.3)       | 22.9 (73.2)       | 19.7 (67.5)       | 14.0 (57.2)       | 8.0 (46.4)        | 2.7 (36.9)        | 11.2 (52.2)       |
| 일평균 최저 기온 °C (°F)                                     | −3.2 (26.2)       | −3.1 (26.4)       | −0.6 (30.9)       | 3.9 (39.0)        | 9.2 (48.6)        | 13.9 (57.0)       | 18.3 (64.9)       | 19.7 (67.5)       | 16.1 (61.0)       | 9.7 (49.5)        | 3.4 (38.1)        | −0.9 (30.4)       | 7.2 (45.0)        |
| 역대 최저 기온 °C (°F)                                       | −12.5 (9.5)       | −12.6 (9.3)       | −9.8 (14.4)       | −4.1 (24.6)       | 0.0 (32.0)        | 4.1 (39.4)        | 9.9 (49.8)        | 11.7 (53.1)       | 5.7 (42.3)        | −0.3 (31.5)       | −4.0 (24.8)       | −10.1 (13.8)      | −12.6 (9.3)       |
| 평균 강수량 mm (인치)                                        | 44.2 (1.74)       | 38.7 (1.52)       | 94.5 (3.72)       | 106.6 (4.20)      | 128.2 (5.05)      | 153.7 (6.05)      | 193.7 (7.63)      | 149.7 (5.89)      | 184.3 (7.26)      | 148.7 (5.85)      | 74.3 (2.93)       | 51.6 (2.03)       | 1,375.8 (54.17)   |
| 평균 강수일수 (≥ 1.0 mm)                                     | 6.4               | 6.1               | 8.6               | 8.7               | 10.3              | 10.6              | 13.6              | 11.8              | 11.8              | 9.6               | 7.5               | 7.3               | 112.7             |
| 평균 월간 일조시간                                           | 168.5             | 162.5             | 187.1             | 199.3             | 197.4             | 159.5             | 145.1             | 162.1             | 138.6             | 155.7             | 158.9             | 152.5             | 1,985.1           |
| 출처: 일본 기상청 (평년값: 1991년~2020년, 극값: 1976년~현재) |                   |                   |                   |                   |                   |                   |                   |                   |                   |                   |                   |                   |                   |

## 자매 도시
- 일본 이와테현 이치노세키시
- 일본 미야기현 구리하라시
- 코스타리카 푼타레나스
- 중화인민공화국 저장성 저우산시
- 중화인민공화국 지린성 지린시 창이구